# Katia und Marielle Labèque

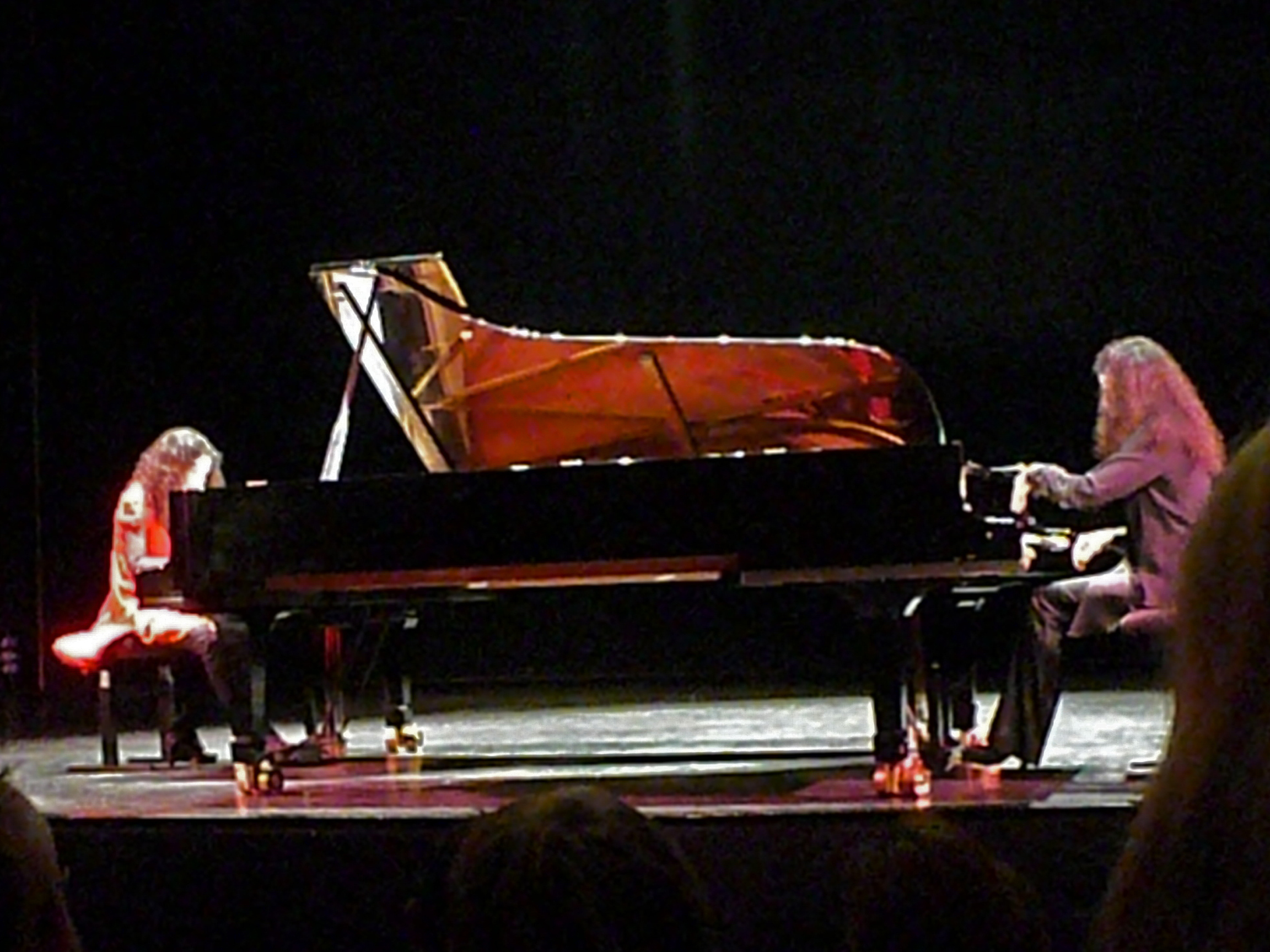
Katia und Marielle Labèque, 2011

Die Schwestern Katia (* 11. März (nach anderen Angaben: 3. März) 1950 in Bayonne) und Marielle Labèque (* 6. März 1952 in Bayonne) sind ein französisches Klavierduo der Gegenwart.

## Leben
Die Töchter der italienischen Klavierlehrerin Ada Cecchi erhielten Klavierunterricht bei ihrer Mutter, bevor sie das Conservatoire de Paris besuchten. Ihr weit gefächertes Repertoire umfasst Werke von Johann Sebastian Bach über Wolfgang Amadeus Mozart, Franz Liszt und George Gershwin bis zu zeitgenössischen Komponisten. Ihre Aufnahme der Originalfassung für zwei Klaviere von Gershwins Rhapsody in Blue erhielt unmittelbar nach dem Erscheinen 1981 eine Goldene Schallplatte.

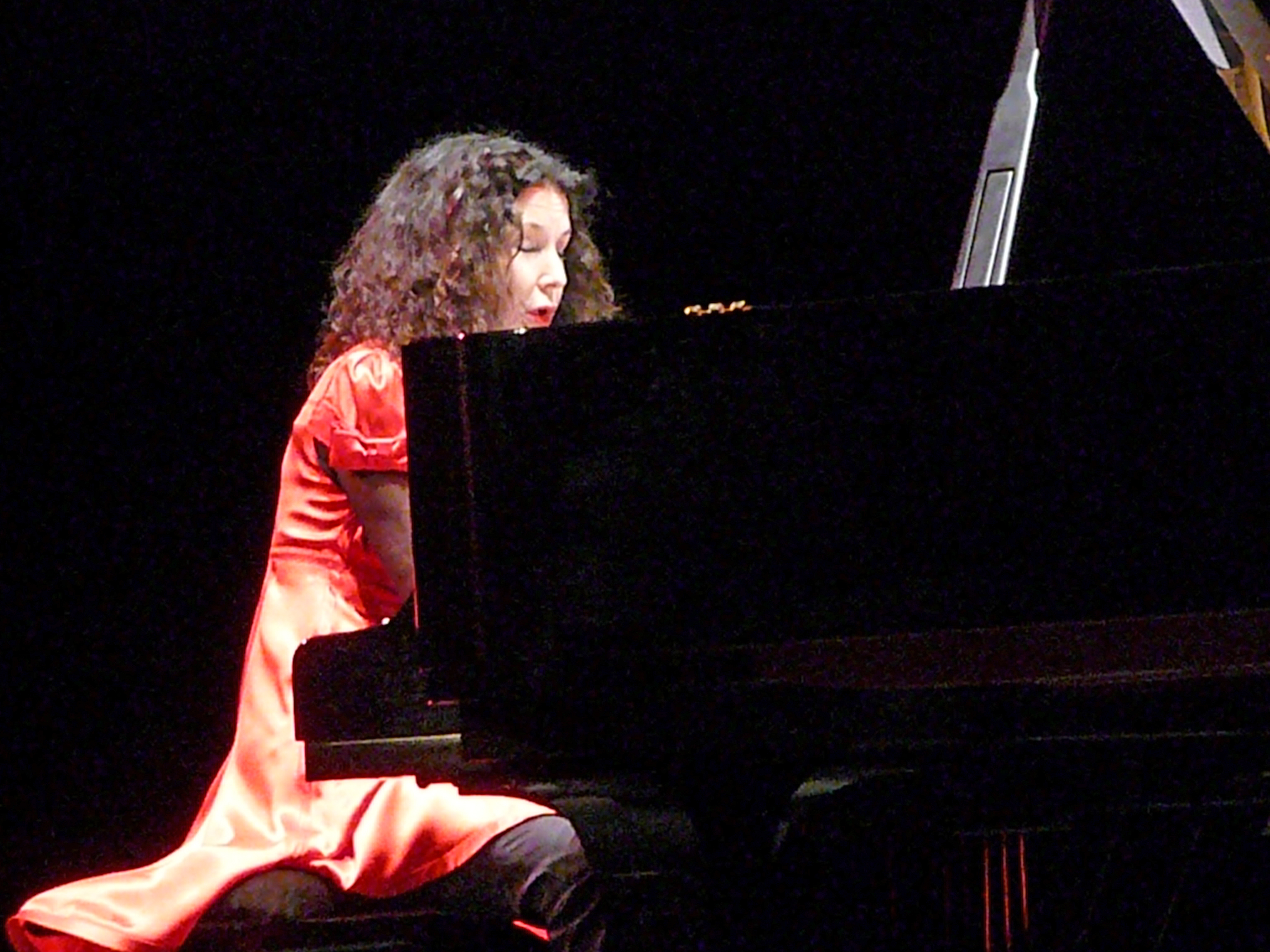
Katia Labèque, 2011

Sie traten weltweit mit den bedeutendsten Orchestern und Dirigenten wie Riccardo Chailly, James Conlon, Sir Colin Davis, Charles Dutoit, Jesús López Cobos, Seiji Ozawa, Sir Simon Rattle, Esa-Pekka Salonen, Giuseppe Sinopoli, Leonard Slatkin und Michael Tilson Thomas auf.
Neben ihrer Mitwirkung bei internationalen Festivals und Auftritten in den bedeutenden Konzerthäusern arbeiteten sie auch mit zahlreichen Fernsehsendern. Ihre Aufnahmen erschienen bei EMI, Philips und Sony. Sie gründeten ein Kammermusikensemble, an dem junge Musiker wie Marco Postinghel, Pascal Moragues, Herbert Mayr, François Leleux und Benoît Fromanger mitwirken, und eine Stiftung zur Förderung der Klavierduo-Literatur.

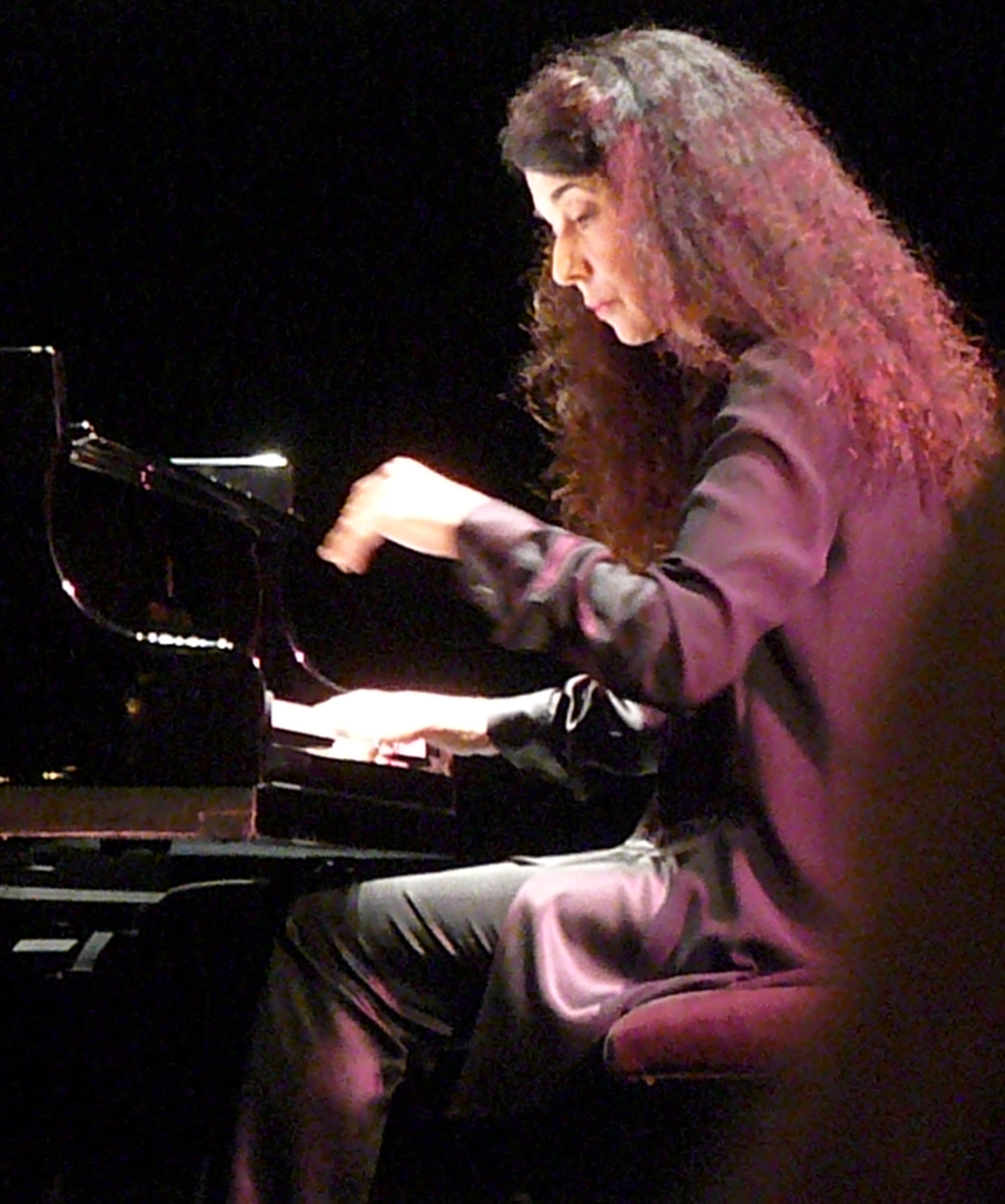
Marielle Labèque, 2011

Katia Labèque spielte darüber hinaus ein Album mit den Jazzmusikern Herbie Hancock, Chick Corea, Gonzalo Rubalcaba und Michel Camilo sowie drei Alben mit ihrem früheren Lebensgefährten John McLaughlin ein und gründete 2001 mit dem Komponisten Dave Maric, dem Schlagzeuger Marque Gilmore und dem Perkussionisten Julio Barreto eine eigene Band, die Katia-Labèque-Band.
Katia Labèque ist mit dem Komponisten und Musiker David Chalmin liiert. Marielle Labèque ist mit dem Dirigenten Semjon Bytschkow verheiratet.

## Trivia
Miles Davis widmete Katia Labèque die Titel Katia Prelude und Katia seines Albums You’re Under Arrest (1985).

## Diskografie (Auswahl)
- 1980: George Gershwin, Rhapsody In Blue / Piano Concerto In F
- 1984: Gladrags (Ragtime-Kompositionen von Scott Joplin u. a.)
- 1992: Encore!
- 2005: George Gershwin, Ein Amerikaner in Paris (Urfassung) und Percy Grainger, Fantasie über Porgy und Bess
- 2009: Erik Satie[3]
- 2024: Trilogy Cocteau / Philip Glass[4]